# جو شكسبير
جو شكسبير (بالإنجليزية: Joe Shakespeare)‏ هو لاعب دوري الرغبي أسترالي، ولد في 1883، وتوفي في 1935.